# 1479 Inkeri
1479 Inkeri este un asteroid din centura principală, descoperit pe 16 februarie 1938, de Yrjö Väisälä.